# Dustin Yellin
Pour les articles homonymes, voir Yellin.
Dustin Yellin, né le 22 juillet 1975 à Los Angeles en Californie, est un artiste contemporain. Il vit dans le quartier de Red Hook, dans l'arrondissement de Brooklyn à New York depuis 2005.

## Biographie
Il est connu pour son travail dans lequel l'artiste intègre « des centaines de petites photos, de dessins et d'images découpés dans des magazines, des livres d'art et autres » pour former des tableaux complexes en miniature, ce qui, selon la critique, Gilda Williams, écrivant dans Artforum, donne aux spectateurs « la possibilité d'occuper un point d'observation divin tout en jouissant d'un sentiment écrasant de découverte et d'émerveillement ». Ces œuvres, que l'artiste appelle "Frozen Cinema", ont été présentées dans des lieux aussi prestigieux que le Lincoln Center de New York, le Kennedy Center de Washington D.C. ainsi que le Brooklyn Museum, où les œuvres de Yellin font partie de la collection permanente. Yellin a également participé à l'Artist Project du Metropolitan Museum of Art. Selon Andrew Durbin, « Yellin a formalisé la tâche centrale de l'art - archiver : Dans ses grands blocs de verre, Yellin a formalisé la tâche centrale de l'art - archiver les sentiments, les objets, les événements, les personnes -, rappelant dans leur extrême diversité herméneutique (formes dans les formes dans les formes, images dans les images dans les images) à la fois un passé dans lequel la représentation de la forme humaine était l'entreprise la plus reconnaissable de l'art et un avenir dans lequel cette entreprise est profondément compliquée par le fait que la forme humaine a été déchiquetée, reformatée, révisée et redessinée, rendue précaire et perméable par les changements technologiques et écologiques ».
Parallèlement à son atelier, Yellin est le fondateur et président de Pioneer Works (PW), un centre culturel à but non lucratif situé à Red Hook, Brooklyn, qui "construit la communauté à travers les arts et les sciences pour créer un monde ouvert et inspiré". Ce "centre culturel et salle de classe, musée, studio, salle de concert, espace événementiel à louer et plus encore - réparti sur 24 000 pieds carrés, trois vastes étages et un jardin de 20 000 pieds carrés" a été établi en tant qu'association à but non lucratif 501c3 en 2012. En référence à PW, Beth Comstock, ancienne vice-présidente de General Electric, a déclaré : "J'observe les incubateurs de la Silicon Valley et du monde entier. Pioneer Works montre la voie. C'est une communauté formidable dans laquelle il faut rester branché. Cet "incubateur où les peintres côtoient les physiciens" collabore souvent avec des entreprises comme Google et "présente des scientifiques influents, lauréats du prix Nobel, qui discutent de certaines des grandes questions auxquelles la science répond" à côté d'expositions d'art, comme PÒTOPRENS, une étude de l'art haïtien qui présentait "de nombreuses sculptures figuratives monumentales dans l'espace principal béant de Pioneer Work - un antidote carnavalesque et vibrant aux cours de sculptures classiques des musées occidentaux".
Au-delà de ses pratiques jumelées susmentionnées, Yellin "se lance actuellement dans ce qui pourrait être la sculpture la plus ambitieuse et la plus importante sur le plan symbolique de l'histoire". Intitulée The Bridge, l'œuvre « vise à réutiliser un outil de production d'énergie mondiale pour influencer la politique de conservation » en inversant et en ancrant verticalement un super-pétrolier de 1 000 pieds de long dans un port « avec la poupe pointant vers le ciel pour rappeler aux gens la nécessité pour l'humanité de mettre fin à l'ère des combustibles fossiles aussi rapidement que possible ». Cette « œuvre Ready-made, dotée d'ascenseurs et d'une plate-forme d'observation pour les visiteurs, capturant l'ampleur de notre système énergétique » est actuellement en cours de développement avec « l'architecte Bjarke Ingels et Arup, la société de conception et d'ingénierie ».
Entre mai 2013 et mai 2014, il est en couple avec l'actrice Michelle Williams. Le 13 mai 2014, les tabloïds annoncent leur séparation.

## Expositions solo
- 10 Parts, GRIMM Gallery, Amsterdam, 2017
- Psychogeographies (Permanent Public Art Commission), 6121 Sunset Blvd, Los Angeles, Californie, 2015
- Psychogeographies New York City Ballet Art Series, New York City Ballet Lincoln Center for the Performing Arts, New York & The Kennedy Center for the Performing Arts, Washington, DC., 2015
- The Triptych, Sotheby's S|2 Gallery, New York, 2015
- Selv ab twact hums, The Fireplace Project, New York, 2015
- $50,000, Two Parachutes, and A Crab's Suit, Richard Heller Gallery, California, 2014
- The Triptych, Savannah College of Art and Design Museum, Georgia, 2014
- Investigations of a Dog Half Gallery, 20 mars - 22 avril 2012[23].
- Osiris on the Table 20 Hoxton Square Projects, février - mars 2011[24].
- Nightshades Independent Ideas Studio, du 19 au 30 octobre 2010[25].
- Eden Disorder Samuel Freeman Gallery, mars - avril 2010[26].
- Dust in the Brain Attic Robert Miller Gallery, avril - juillet 2009[27].
- Unnatural Selections Patricia Faure Gallery, janvier - mars 2008[28].
- Permutations Haines Gallery, janvier - février 2008[29].
- Suspended Animations Robert Miller Gallery, mai - août 2007[30].
- Dustin Yellin Robert Miller Gallery, New York, janvier - février 2005.
- Previous Works James Fuentes Project Space, New York, mai 2002.

## Expositions collectives
- Apma, Chapter 1 - From the Apma Collection, Amorepacific Museum of Art, Seoul, Corée du Sud, 2019
- New Glass Now, The Corning Museum of Glass, Corning, NY, 2019
- Glasstress, Fondazione Berengo, Venice, Italie, 2019
- HÍBRIDOS: El Cuerpo Como Imaginario, Museo Del Palacio de Bellas Artes, México City, 2018
- Immigrant Artists and the American West, Tacoma Museum of Art, Tacoma, WA, 2018
- Natural Wonders: The Sublime in Contemporary Art, Brandywine River Museum of Art, Chadds Ford, PA, 2018
- Scale: Possibilities of Perspective, The Children's Museum of the Arts, New York, 2018
- Glasstress, Fondazione Berengo, Venise, Italie, 2017
- Singular Object, 53W53 Gallery, New York, 2017
- Group Exhibition 10th Anniversary Show, James Fuentes, New York, 2016
- I, Cyborg, Gazelli Art House, Londres, 2016
- Diverse Works: Director's Choice, 1997–2015, Brooklyn Museum, New York, 2015
- Behold! The Blob, Richard Heller Gallery, Californie, 2015
- Hot Chicks, The Hole, New York, 2014
- Environmental Impact, Frederick R. Weisman Museum of Art, Pepperdine University, Californie, 2014
- Come Together: Surviving Sandy, Year One, curated by Phong Bui at Industry City, Brooklyn, 2013
- Jew York Zach Feuer, New York, juin 2013.
- I Killed My Father, I Ate Human Flesh, I Quiver With Joy | An Obsession with Pier Paolo Pasolini Allegra LaViola, New York, février 2013.
- Brucennial 2012 Harderer. Betterer. Fasterer. Strongerer Bruce High Quality Foundation, New York, février 2012.
- Brucennial 2010 Miseducation Bruce High Quality Foundation, New York, février 2010.
- Conversations II Travesía Cuatro, Madrid, février - mars 2010.
- Kings County Biennial Kidd Yellin, New York, décembre 2009 – février 2010.
- STAGES Deitch Projects, New York, octobre - novembre 2009.
- One From Here Guild & Greyshkul, New York, février 2009.
- Geometry As Image Robert Miller Gallery, New York, mai - juillet 2008.
- Without Walls Museum52, New York, décembre 2008 - janvier 2009.
- Conversations I Travesía Cuatro, Madrid, avril - mai 2007.
- Earth and Other Things: Dustin Yellin and Johanna St. Clair Lincart, San Francisco, janvier - février 2006.
- Among the Trees New Jersey Center of Visual Arts, New Jersey, avril - juin 2006.
- Black and Blue Robert Miller Gallery, New York, juin - juillet 2006.
- Nostalgia Hudson Valley Center for Contemporary Art, Peekskill, New York, septembre 2005 - mai 2006.
- Landings Susan Inglett Gallery, New York, janvier - février 2005.
- First Annual Watercolor Show: Ten Times the Space Between Night and Day Guild & Greyshkul Gallery, New York, juillet 2004.